# Vigneria
Vigneria è uno dei cantieri minerari di Rio Marina, all'Isola D'Elba, il più prossimo al mare, dismesso come la maggior parte delle miniere a cielo aperto dell'Isola nell'81.
Situato sulla strada che collega Rio Marina a Cavo è conosciuto perché fino al 28 Ottobre 2018 (sebbene in condizioni fatiscenti) era visibile il pontile di carico attraverso il quale, i minerali per lo più Ematite e Pirite, provenienti dai cantieri collinari di Rio (Bacino, Falcacci, Zuccoletto, Piè d'Ammone ed il famoso e più grande Valle Giove solo per citare i nomi di alcuni) veniva caricato (dopo essere stato "opportunamente lavorato") sui mercantili per esser trasportato via mare alle acciaierie di Piombino.
Come detto, oggi Vigneria ed il suo pontile di carico stanno a testimoniare soltanto la storia di un paese e di un'Isola che faticosamente e con grande orgoglio, volontà e determinazione si sta  riconvertendo da terra di miniere a meravigliosa terra di mare, votata per lo più al turismo, senza però scordare la sua storia, millenaria.